# Field goal

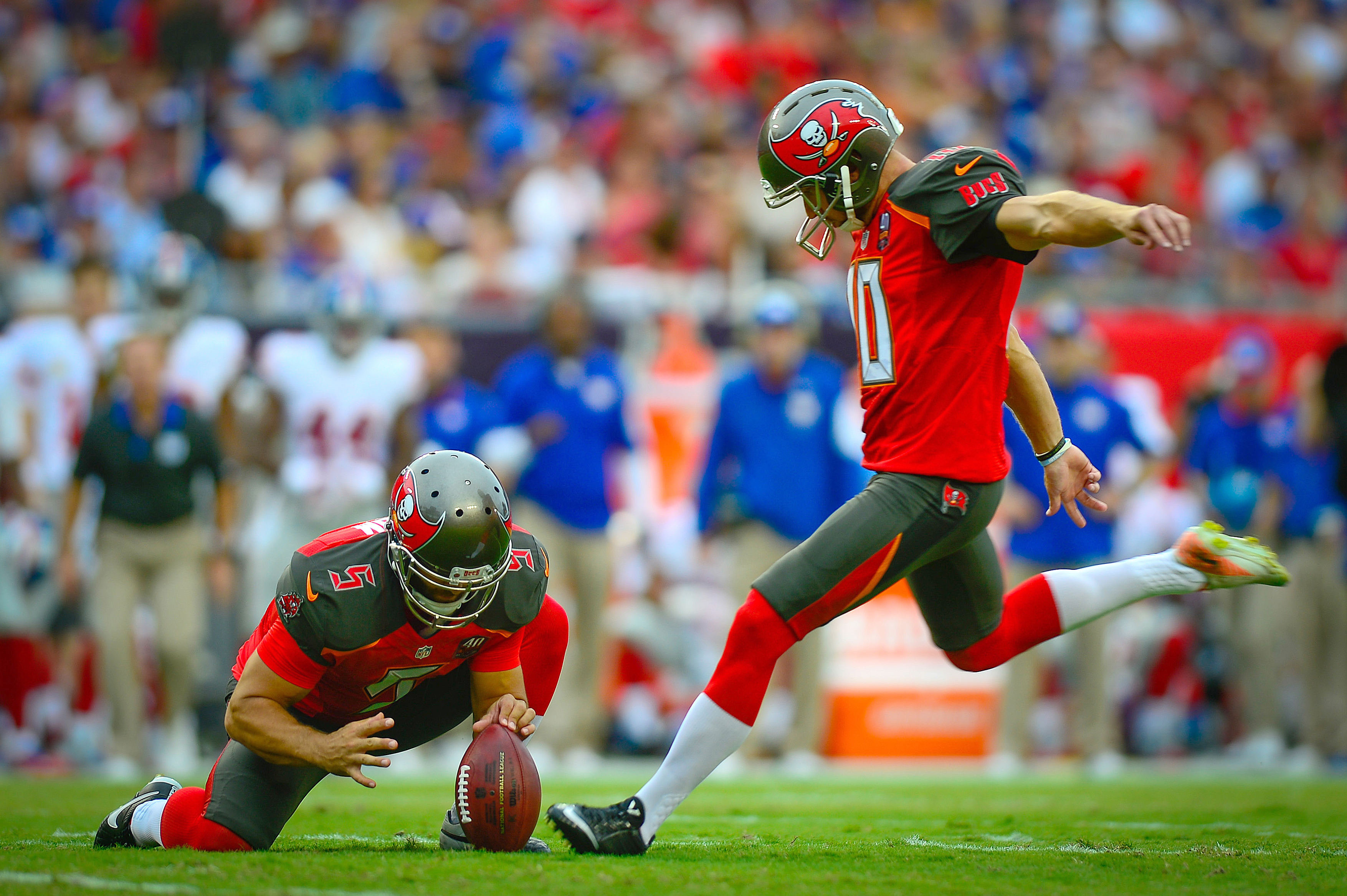
Tentative de fied goal par Connor Barth en 2015.

Le field goal, (botté de placement ou botté de précision au Canada francophone), est un terme utilisé dans le football américain et le football canadien pour désigner une manière d'inscrire des points.
Lorsqu'une équipe constate qu'elle ne pourra probablement pas accomplir son contrat d'avancer de dix yards dans le nombre d'essais autorisés (quatre au football américain et trois au football canadien), trois choix de jeux s'offrent à elle : tenter l'essai, effectuer un punt ou, si le ballon est assez près, tenter le field goal. Cette technique consiste à faire passer le ballon, frappé du pied, entre les deux poteaux, ce qui vaut trois points.  
Le joueur qui effectue le field goal est un kicker (botteur de précision au Canada).
Le field goal ressemble à l'extra point (ou transformation) fait au pied après un touchdown, mais celui-ci ne rapporte qu'un point.

## Description
Si l'équipe qui possède le ballon est près de la zone des buts adverse, elle peut tenter un field goal pour inscrire trois points. Un kicker professionnel réussit généralement les bottés de moins de 40 yards (37 m).
Ce jeu consiste pour le kicker à faire passer le ballon au-dessus de la barre horizontale reliant les poteaux des buts adverses (ou leur prolongement vers le haut). 
Les poteaux des buts sont dressés au milieu de la largeur du terrain, au fond de chaque zone d'en-but pour le football américain, et sur la ligne des buts au football canadien. Ils sont composés de deux montants dont le sommet est situé à 40 pieds (12,19 m). Ils sont reliés par une barre horizontale longue de 18,5 pieds (5,64 m) située à 10 pieds (3,05 m) au-dessus du sol. Contrairement au rugby où les poteaux forment un H, au football nord-américain, les poteaux ont la forme d'un Y carré.
Un joueur spécialisé, le long snapper (« spécialiste des longues remises » au Canada), occupe la position du centre et envoie le ballon au holder (teneur au Canada) qui est agenouillé 7 yards derrière la ligne de mêlée. Celui-ci l'attrape et le place sur le sol en bonne position pour le kicker. Si ce dernier réussit son field goal, son équipe obtient trois points.
Au football américain, la remise en jeu subséquente s'effectue par un kickoff (botté d'envoi) effectué par l'équipe qui a marqué. Au football canadien, l'équipe contre qui les points ont été marqués, dispose de trois possibilités : reprendre le jeu sur sa propre ligne de 35 yards, effectuer un botté d'envoi à partir de cette ligne (option rarement choisie) ou laisser l'équipe adverse effectuer le botté d'envoi de sa propre ligne des 35 yards. Cependant, s'il reste moins de trois minutes dans le quatrième quart temps, c'est l'équipe qui a marqué qui doit effectuer le botté d'envoi de sa ligne de 35 yards.
Au football américain, si le field goal est raté sans que le botté ne soit bloqué, la possession du ballon est donnée à l'équipe adverse à l'endroit où le coup de pied a été donné (7 yards derrière la ligne de mêlée). Au football canadien, un placement raté peut donner un point simple à l'équipe qui l'a effectué si le ballon franchit la ligne de fond du terrain ou si un joueur de l'équipe qui reçoit attrape le ballon dans sa zone de but le concède. Ce joueur peut également faire un retour de botté et ramener le ballon dans la zone de but adverse pour un touchdown.